# 666 Road
Pour plus de détails, voir Fiche technique et Distribution.
666 Road (Southbound) est un thriller d'horreur américain réalisé par le collectif Radio Silence, Roxanne Benjamin, David Bruckner et Patrick Horvath et a été aussi présentement initialement diffusé en avant-première au Festival de Toronto le 26 septembre 2015.

## Synopsis
Cinq contes d'horreur imbriqués suivent, sur un tronçon désolé d'autoroute en plein désert, les destins d'un groupe de voyageurs fatigués qui sont confrontés à leurs pires cauchemars et à leurs plus sombres secrets.

## Fiche technique
- Dates de sortie :
  - Canada : 16 septembre 2015 (Festival de Toronto)
  - États-Unis : 27 septembre 2015 (Fantastic Fest)
  - France : 22 novembre 2015 (Paris International Fantastic Film Festival)
  - Belgique : 9 avril 2016 (Festival international du film fantastique de Bruxelles)

### Segments

#### The Way Out
- Réalisation : Radio Silence
- Scénario : Matt Bettinelli-Olpin

#### Siren
- Réalisation : Roxanne Benjamin
- Scénario : Roxanne Benjamin et Susan Burke

#### The Accident
- Réalisation : David Bruckner
- Scénario : David Bruckner

#### Jailbreak
- Réalisation : Patrick Horvath
- Scénario : Dallas Hallam et Patrick Horvath

#### The Way In
- Réalisation : Radio Silence
- Scénario : Matt Bettinelli-Olpin

## Distribution
- Kate Beahan :
- Matt Bettinelli-Olpin :
- Susan Burke :
- Zoe Cooper :
- Gerald Downey :
- Karla Droege :
- Larry Fessenden :
- Dana Gould :
- Hassie Harrison :
- Davey Johnson :
- Nathalie Love :
- Hannah Marks : Ava
- Tipper Newton :
- Maria Olsen : Sandy
- Kristina Pesic :
- Matt Peters : Al
- Anessa Ramsey :
- Mark Rossignol :
- Damion Stephens :
- Fabianne Therese :
- Tyler Tuione :
- Chad Villella :
- David Yow : Danny

## Prix
- 2016 : Prix du jury jeunes au Festival international du film fantastique de Gérardmer 2016[2]